# Pentecopterus
Pentecopterus decorahensis
Genre
Espèce
Pentecopterus est un genre fossile d'euryptérides. Ses fossiles sont datés du Darriwilien, une période géologique de l'Ordovicien moyen, il y a 467,3 millions d'années. Le genre ne contient qu’une espèce, Pentecopterus decorahensis. Il s'agit du plus ancien Eurypéride connu, précédant d’autres Eurypérides de l'Ordovicien, tels que Brachyopterus, de près de 9 millions d’années.

## Étymologie
Le nom générique dérive du pentécontère, un navire de guerre de la Grèce antique, et du suffixe - pterus, qui signifie « aile » et est souvent utilisé dans d'autres genres d'Euryptérides. Le nom d'espèce fait référence à la ville de Decorah, où Pentecopterus a été découvert.
Le genre fait partie de la famille des Megalograptidae, qui se distingue des autres Euryptérides par la présence d'au moins deux paires d'épines par podomère au niveau de l'appendice prosomal IV, des épines pratiquement toutes d'une taille réduite, et de grands exosquelettes avec des écailles ovales à triangulaires. On estime que Pentecopterus avait une longueur de 1,70 mètre, ce qui en fait l’un des plus grands arthropodes jamais découverts.

## Description
Pentecopterus fait partie des plus grands Arthropodes connus, les plus grands individus connus ayant une longueur estimée de 1,7 mètre. Pentecopterus dépasse en taille tous les autres genres de Megalograptidae. En se basant sur des tergites fragmentaires, une longueur de 2 mètres a été, un temps, suggérée concernant Megalograptus shideleri, mais des études ultérieures conduisent à un longueur d'au plus 56 cm,. La plupart des spécimens de Pentecopterus font de 75 à 100 cm.
L'abondante récolte de fossiles fragmentaires de Pentecopterus, y compris des individus juvéniles et des exuvies, ont permis une description presque complète de sa morphologie externe. Pentecopterus est décrit comme un Mégalograptide doté d'une seule paire d'épines sur le troisième podomère du troisième appendice prosomal, d'un court appendice V dont le bord distal des podomère est dentelé ; les plaques ventrales prosomales s'élargissent vers l'avant, le prételson postérolatéral est dépourvu d'extension, et le telson est en forme de glaive, avec des bords latéraux ornés d'écailles. La plaque ventrale prosomale est semblable à celle d’Erieopterus, c’est-à-dire qu’elle est constituée d’une seule plaque qui recouvre la partie antérieure et latérale de la carapace ventrale. Les appendices sont attachés au tégument mou ventral de la plaque. La carapace est de forme carrée avec un prolongement trapézoïdal.

### Publication originale
- (en) Lamsdell, Briggs, Liu et Witzke, « The oldest described eurypterid: a giant Middle Ordovician (Darriwilian) megalograptid from the Winneshiek Lagerstätte of Iowa », BMC Evolutionary Biology, vol. 15,‎ 1er septembre 2015, p. 169 (PMID 26324341, PMCID 4556007, DOI 10.1186/s12862-015-0443-9, lire en ligne, consulté le 1er septembre 2015)